# Beleg van Nice (1543)
Het Beleg van Nice vond plaats van 6 tot 22 augustus 1543. Een coalitie van een Franse en een Ottomaanse vloot veroverden de stad Nice, gelegen in het Hertogdom Savoye, een bondgenoot van het Heilige Roomse Rijk.

## Achtergrond
De Franco-Ottomaanse Alliantie dateert uit 1535. Beide partijen vochten samen in de Italiaanse Oorlog (1535-1538), die eindigde in de Vrede van Nice. In 1541 werd de Franse ambassadeur in het Ottomaanse Rijk Antonio Rincon door soldaten van Keizer Karel V vermoord en de aanval op Algiers kostte aan de vloot van het Heilig Roomse Rijk meer dan 150 schepen. Een nieuwe oorlog startte in de Lage Landen op 12 juli 1542.

## Beleg
De Franse en Ottomaanse vloot verzamelden zich op 21 juli 1543 in de haven van Marseille. Op 6 augustus vielen 110 Ottomaanse galeien gesteund door 50 Franse schepen Nice aan. De stad viel op 22 augustus. Op de laatste avond plunderde Barbarossa de stad en ontvoerde meer dan 2500 burgers. Hij had meer respect voor zijn tegenstander Andrea Doria, dan voor zijn Franse medestanders, die hij verweet dat ze meer bekwaam waren hun vatten te vullen met wijn, dan met buskruit.

## Vervolg
Koning Frans I van Frankrijk nodigde zijn Ottomaanse bondgenoten uit om te overwinteren in Toulon. Gedurende de winter kon de Ottomaanse vloot, met zijn 110 galeien en 30.000 troepen, Toulon gebruiken als basis om de Spaanse en Italiaanse kusten aan te vallen onder admiraal Salah Rais. Intussen ging Barbarossa onderhandelen met Andrea Doria over de vrijlating van admiraal Turgut Reis. Na zes maand verblijf in Toulon en de vrijlating van Turgut Reis keerde de Ottomaanse vloot terug naar Constantinopel.
De rest van de christelijke wereld was verbolgen en geschokt over de Franco-Ottomaanse Alliantie.